# La Ferté-Villeneuil
La Ferté-Villeneuil ist eine Ortschaft und eine ehemalige französische Gemeinde mit 381 Einwohnern (Stand: 1. Januar 2019) im Département Eure-et-Loir in der Region Centre-Val de Loire. Sie gehörte zum Kanton Brou im Arrondissement Châteaudun. 
Der Ort liegt im Tal des Flusses Aigre.
La Ferté-Villeneuil wurde mit Wirkung vom 1. Januar 2017 mit den früheren Gemeinden Autheuil, Cloyes-sur-le-Loir, Douy, Charray, Le Mée, Montigny-le-Gannelon, Romilly-sur-Aigre und Saint-Hilaire-sur-Yerre zur Commune nouvelle Cloyes-les-Trois-Rivières zusammengeschlossen und übt in der neuen Gemeinde den Status einer Commune déléguée aus. 

## Bevölkerungsentwicklung
- 1962: 341
- 1968: 376
- 1975: 347
- 1982: 361
- 1990: 394
- 1999: 410
- 2012: 391

## Geschichte
La Ferté-Villeneuil war im 12. Jahrhundert im Besitz der Grafen von Blois. Zu dieser Zeit besaß der Ort eine Stadtmauer (die im 18. Jahrhundert abgerissen wurde), zwei Kirchen (von denen eine, Saint-Pierre, im Hundertjährigen Krieg zerstört wurde) und eine Burg, die insbesondere von Theobald VI. von Blois als Residenz genutzt wurde (und der hier auch starb), und ein Krankenhaus (Hôtel-Dieu).